# Chao Na
Chao Na (chinois : 晁娜), née le 13 mars 1980 à Pékin, est une nageuse chinoise spécialiste de la nage libre.

## Biographie
Lorsqu’elle est en deuxième année de primaire, l’équipe de natation de l’école de sport de Chongwen est venue dans son école pour sélectionner de jeunes talents. C’est à cette occasion que Chao Na débute la natation.
En 1994, à l’âge de 14 ans, elle rejoint l’équipe nationale d’entrainement de natation où elle est entre autres avec Le JIngyi et Chengji Jiang. En étant dans ce groupe avec de nombreuses célébrités et de bons résultats, Chao Na y a ressenti de la pression.
Au premier semestre de 1995, sous la direction de l’entraineur Chen Yinghong, elle remporte le championnat national de natation.

## Carrière
En mars 1995, elle participe aux Championnats internationaux juniors de natation en Allemagne et remporte le championnat du 100 mètres nage libre féminin en petit bassin[réf. nécessaire].
La même année, en septembre, elle participe aux championnats nationaux de natation organisés à Chengdu et y remporte le 50 mères nage libre féminin et est vice-championne du 100 mètres nage libre féminin[réf. nécessaire].
En octobre, elle participe à la compétition de natation des 3e City Games à Nankin et remporte le 100 mètres nage libre féminin ainsi que le championnat du 50 mètres nage libre féminin. Elle est classée sixième au monde pour le 50 mètres nage libre féminin, et cinquième au monde pour le 100 mètres nage libre féminin[réf. nécessaire].
Au mois de novembre, elle est présente au 2e Championnat du monde de natation en petit bassin organisé à Rio de Janeiro. Elle y remporte la deuxième place au 100 mètres nage libre féminin. Elle remporte aussi, avec ses coéquipières, le relais 4 x 100 mètres nage libre féminin[réf. nécessaire].
En avril 1996, elle participe aux Championnats nationaux de natation organisés à Tianjin et y remporte la troisième place pour le 100 mètres et pour le 50 mètres[réf. nécessaire].
Au mois de juillet, elle participe avec Nian Yun, Shan Ying et Le Jingyi à la course de relais 4x100 mètre libre féminin des 26e Jeux olympiques organisé à Atlanta, aux États-Unis. Malgré un meilleur temps réalisé, elles y remportent la deuxième place.
Le 19 avril 1997, elle participe aux 3e Championnats du monde de natation en petit bassin organisé à Göteborg, en Suède, et y remporte le championnat de relais 4x100 mètre nage libre féminin, toujours en équipe avec Nian Yun, Shan Ying et Le Jingyi[réf. nécessaire].
En mai 1998, elle est présente aux championnats nationaux de natation organisés à Boading et remporte le 100 mètres nage libre féminin ainsi que le relais 4x100 mètre libre féminin[réf. nécessaire].
Au mois de décembre, aux 13e jeux asiatiques tenus à Bangkok, en Thaïlande, elle gagne avec son équipe le championnat de relais 4x100 mètre libre féminin. À la même période, elle participe aux championnats nationaux de natation en petit bassin à Shanghai et remporte le 50 mètres nage libre féminin[réf. nécessaire].
Au mois de janvier 1999, elle remporte le championnat féminin du 10 nage mètres libres et du 50 mètres nage libre lors de la coupe du monde de natation en petit bassin à Pékin[réf. nécessaire].
Au mois de septembre, elle représente Wuhan lors de la compétition de natation des 4e City Games organisée à Xi’an et remporte avec ses coéquipières la première place du relais 4x100 mètre libre féminin. Elle remporte également la place du 50 mètres nage libre[réf. nécessaire].
Elle prend sa retraite début 2002 et travaille depuis dans un club de natation à Pékin.

## Palmarès
| Date | Compétition                           | Lieu           | Place | Course               |
| ---- | ------------------------------------- | -------------- | ----- | -------------------- |
| 1995 | Championnats du monde en petit bassin | Rio de Janeiro | 2e    | 100 m nage libre     |
| 1995 | Championnats du monde en petit bassin | Rio de Janeiro | 1re   | 4 x 100 m nage libre |
| 1996 | Jeux olympiques                       | Atlanta        | 2e    | 4 x 100 m nage libre |
| 1997 | Championnats du monde en petit bassin | Göteborg       | 7e    | 50 m nage libre      |
| 1998 | Jeux asiatiques                       | Bangkok        | 2e    | 100 m nage libre     |
| 1998 | Jeux asiatiques                       | Bangkok        | 1re   | 4 x 100 m nage libre |
| 1999 | Championnats du monde en petit bassin | Hong Kong      | 17e   | 50 m nage libre      |
| 1999 | Universiade                           | Palma          | 6e    | 4 x 200 m nage libre |
| 1999 | Universiade                           | Palma          | 3e    | 4 x 100 m nage libre |
| 1999 | Universiade                           | Palma          | 6e    | 4 x 100 4 nages      |
| 1999 | Universiade                           | Palma          | 5e    | 50 m nage libre      |